# Onthophagus marginicollis
Onthophagus marginicollis là một loài bọ cánh cứng trong họ Bọ hung (Scarabaeidae).